# Uraria cylindracea
Uraria cylindracea är en ärtväxtart som beskrevs av George Bentham. Uraria cylindracea ingår i släktet Uraria och familjen ärtväxter. Inga underarter finns listade i Catalogue of Life.